# Pteroptrix calva
Pteroptrix calva is een vliesvleugelig insect uit de familie Aphelinidae. De wetenschappelijke naam is voor het eerst geldig gepubliceerd in 1986 door Viggiani & Ren Hui.